# Beal (North Yorkshire)
Beal è un villaggio e parrocchia civile dell'Inghilterra, appartenente alla contea del North Yorkshire.